# Bela Florijan Jakobčić
Bela Florijan Jakobčić (Subotica, 21. ožujka 1843. – Subotica, 15. svibnja 1989.), utjecajni gospodarstvenik i lokalni dužnosnik u gradu Subotici. Bio je zemljoposjednik, obrtnik, član upravnih odbora subotičkih banaka. Iz je redova bačkih plemenitaških Hrvata, obitelji Jakobčića.
Zbog svoje funkcije i poreznog cenzusa, u gradsku je skupštinu ulazio izravno kao virilist. Sin je Mirka Jakobčića, koji je dobio plemićku diplomu, koja je u Bačkoj županiji proglašena 15. siječnja 1816. godine, i Terezije r. Černetić. 
Sestra Erzsébet bila je sestra gradonačelnika Lazara Mamužića. Bela Florijan je imao šestero djece, dvoje sinova i četiri kćeri. Kći Jelena bila je supruga veletrgovca Vilima Conena starijega i mati Vilima Conena Jakobčića mlađega, Belin sin Mirko bio je utjecajni bankar u Subotici, unuk Eugen bio je državni reprezentativac u mačevanju kao i praunuk András. Bela Florijan nastavio je očev posao trgovine staklom. Kapital je uložio u izgradnju hotela Hungária u Subotici, čija je izgradnja počela 1881. Po izgradnji ga je dao u zakup. Hotel je poslije postao mjestom važnih kulturnih okupljanja, osobito otkad ju je u zakup uzeo Šime Budimčević i političkih događaja.